# Diwata-Gebirge
Die Diwata-Gebirge, auch bekannt als Mount Diwata Range, sind ein Gebirge auf den Philippinen. Es befindet sich im nordöstlichen Mindanao, erstreckt sich vom Norden der Provinz Surigao del Sur bis zur Provinz Davao de Oro und umfasst auch Gebiete östlich des Agusan-Valleys in den Provinzen Agusan del Norte und Agusan del Sur.
Das Gebirge erstreckt sich über eine Länge von ca. 180 km und erreicht eine maximale Breite von 36 km. Die nördliche Region des Gebirges ist höher und stärker zerklüftet als die mittlere Region. Diese bildet einen Gebirgssattel mit einer mittleren Höhe von 450 Metern aus, um im südlichen Teil wieder anzusteigen. Der höchste Berg des Gebirges ist der Berg Hilong-hilong mit einer Höhe von ca. 2.012 Metern, nach anderen Quellen 1.920 Metern über dem Meeresspiegel. Weitere Berge in diesem Gebirge sind der Mount Legaspi (1.170 Meter) im Norden, Mount Mabaho (1.860 Meter) und der südlichste Berg des Gebirges der Berg Pasian (1.416 Meter). Der Berg Diwata erreicht eine Höhe von 1.261 Metern und wird regional auch Bundok Diwalwal genannt.
Ursprünglich war das Gebirge von geschlossenem Regenwald mit einer hochdiversen Flora und Fauna bedeckt, die jedoch in den letzten 30 Jahren durch Holzeinschlag, Brandrodung und Bergbau unter Druck geraten ist. Das Gebirge ist Teil des Ost-Mindanao-Biosphären-Korridors, der sich vom Siargao Islands bis zum Hamiguitan erstreckt. Es ist ein wichtiges Rückzugsgebiet für den Affenadler (Pithecophaga jefferyi), die Bartlett-Dolchstichtaube (Gallicolumba criniger), die Rotohreule (Mimizuku gurneyi), den Mindanaoliest (Actenoides hombroni), den Goldfischer (Ceyx melanurus), den Silberfischer (Alcedo argentata), den Philippinen-Breitrachen (Eurylaimus steerii) und den Philippinenblattvogel (Chloropsis flavipennis). Allein am Berg Sambilikan wurden 22 Amphibienarten, 37 Reptilienarten, 126 verschiedene Vogelarten und 30 Säugetierarten bei Exkursionen aufgezeichnet. Davon waren 45 % der Amphibien, 51 % der Reptilien, 48 % der Vogelarten und 60 % der Säugetierarten endemisch auf der Insel bzw. in dem Gebirge. Siebzehn Arten haben eine sozioökonomische oder medizinische Bedeutung für die örtliche Bevölkerung. Im Gebirge liegen die beiden Naturschutzgebiete Cabadbaran-Santiago Watershed Forest Reserve und der Andanan Natural Park.
Vier verschiedene Lumad-Stämme leben im Diwata-Gebirge, dieses sind die Manobo, Mandaya, Mangguangan und die Dibabawon.